# 小金井橋
小金井橋（こがねいばし）は、東京都小金井市桜町の玉川上水に架かる道路と交差する人道橋である。

## 歴史

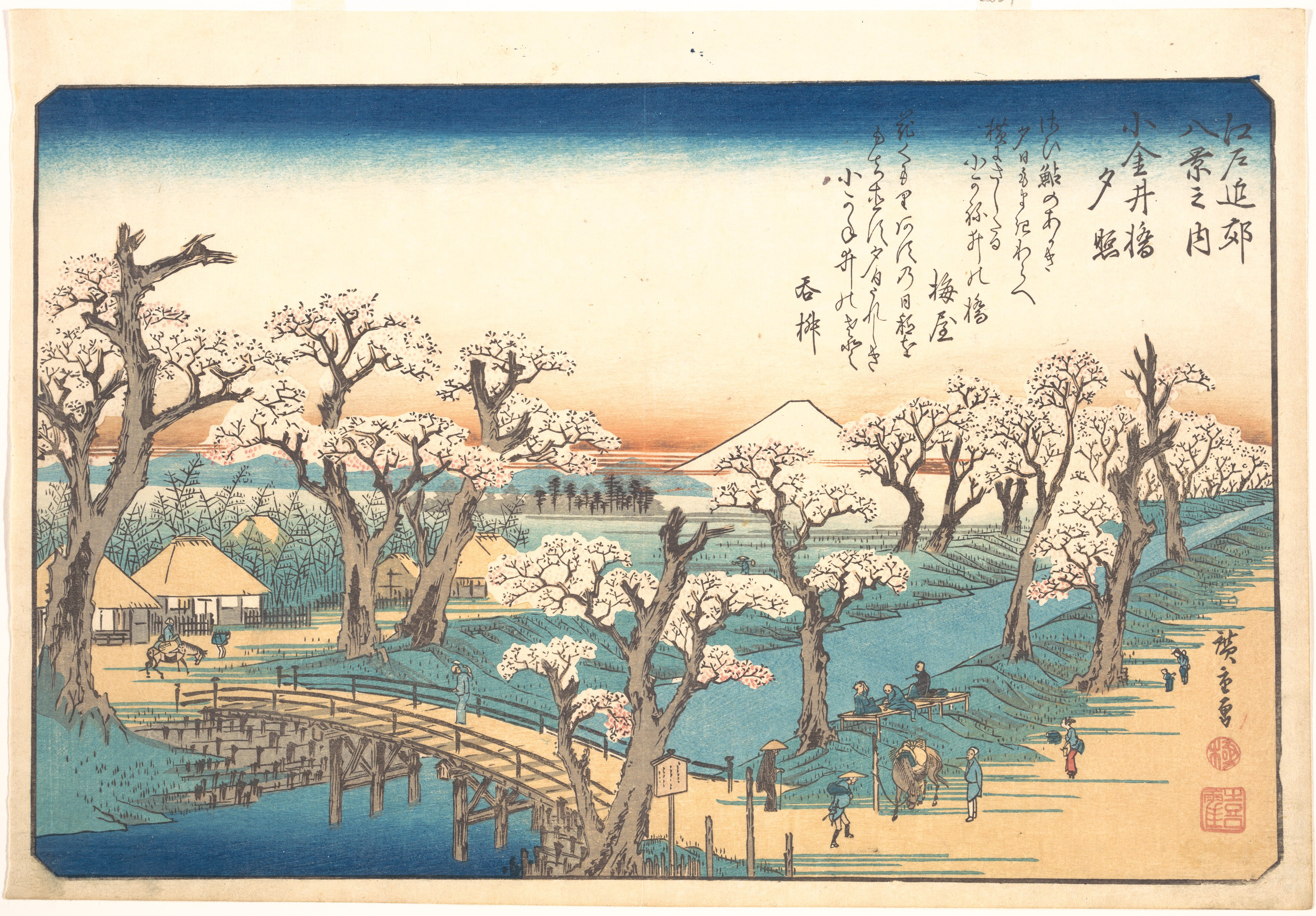
『江戸近郊八景之内 小金井橋夕照』に小金井橋が描かれている。

1653年（承応2年）に架けられた後、1856年（安政3年）に木橋から石橋に架け替えられた、明治時代の名勝地である。玉川上水に船が通っていた頃、小金井橋上流左岸に船溜もあった。1930年（昭和5年）に近代的なアーチ橋に架け替えられシンボルとなった。

## 隣接橋
- 貫井橋（ぬくいばし）